# Protogamasellopsis posnaniensis
Protogamasellopsis posnaniensis är en spindeldjursart som beskrevs av Wisniewski och Hirschmann 1991. Protogamasellopsis posnaniensis ingår i släktet Protogamasellopsis och familjen Rhodacaridae. Inga underarter finns listade i Catalogue of Life.